# Désolé
Pour la chanson de Gorillaz, voir Désolé (chanson de Gorillaz).
 (avril 2010).
Si vous disposez d'ouvrages ou d'articles de référence ou si vous connaissez des sites web de qualité traitant du thème abordé ici, merci de compléter l'article en donnant les références utiles à sa vérifiabilité et en les liant à la section « Notes et références ».
Singles de Sexion d'Assaut
Changement d'ambiance
(2010) Wati by Night
(2010)
Pistes de L'école des points vitaux
Wati by Night -
Désolé est un single de la Sexion d'Assaut paru sur l'album L'École des points vitaux en 2010. Dans le clip Plus qu'un son, on apprend que le single s'est vendu à plus de 200 000 exemplaires[source insuffisante].
La chanson a atteint le numéro un du SNEP et est devenue l'un des dix meilleurs tubes en France, puis la chanson est restée numéro un pendant sept semaines du 2 mai au 13 juin. Désolé est single d'or.

## Contexte et écriture
Maitre Gims, comme à son habitude, avait plusieurs mélodies sur son portable. Entre autres, il avait celle de Désolé. Il l'a fait écouter au compositeur du groupe Wisla, puis l'a jouée au piano. Il garde l'instrumentale en se disant qu'il la mettrait sur une mixtape en y ajoutant des coups de feu par derrière. Il fait écouter l'instrumentale à Black M, Adams et Dawala.
Black M traita Maitre Gims de fou et trouve une idée pour améliorer le produit. Il voulait que Lefa, Maître Gims, Black M et Adams posent chacun un couplet de 8 mesures qui seraient séparés les uns des autres par le refrain. Ce morceau crée une petite polémique à la suite de la phrase « Quand je vois ce que vous a fait ce pays de kouffar ».
Désolé a été un grand succès et l'objet de parodies comme celle des Guignols de l'Info le 22 mai 2012, celle sur Raymond Domenech dans Le 6/9 de NRJ, ou la parodie de Kevin Razy avec la « Sexion d'homo ».

## Accueil commercial
La chanson connaît un énorme succès en France dès sa sortie le 12 avril 2010, d'autant plus qu'il s'agit d'une chanson de l'album L'École des points vitaux sorti le 29 mars 2010.
La chanson a atteint le numéro un du Top Singles et est devenue l'un des dix meilleurs tubes en France, où elle a atteint le numéro cinq de l'Ultratop en Belgique, en France, le fils est devenu le numéro un dans la catégorie des singles numériques. avec 4 520 ventes le 18 avril, puis la chanson est restée numéro un pendant sept semaines du 2 mai au 13 juin. Il a également connu un succès dans de nombreux pays africains en raison de l'énorme popularité du groupe. En novembre 2010, l'album L'École des points vitaux est certifié triple platine en France. Il s'est vendu à près de 400 000 exemplaires. C'est Maître Gims qui signe la plupart des instrus de ce CD. Il a atteint un pic de ventes au cours de la 14e semaine de l'année 2010 avec 2 720 exemplaires vendus en une semaine. Le nombre total de ventes a atteint 271 975 exemplaires.

## Clip vidéo
Le clip raconte plusieurs histoires. Un jeune est affligé par ses parents (la mère est jouée par l'actrice nommée aux César Isabelle Renauld) qui se disputent sans cesse, il décide donc de fuguer. Maître Gims chante son couplet derrière le jeune homme et le refrain. Adams assiste lors de son couplet à la perquisition d'un voyou (IDR) qui se fait embarquer devant ses parents. Lefa est aux côtés du père du jeune homme qui fugue. Ils recherchent le jeune. Ce dernier rencontre  un ami et ils vont au studio. Black M pose son couplet et l'ami du jeune qui fugue reçoit un appel de sa mère qui lui dit que sa sœur est à l'hôpital. Mais cet ami ne répond pas car il est occupé. Lorsqu'il s'en rend compte, il court à l’hôpital avec le jeune en fugue, qui comprend alors l'importance de ses parents et rentre chez lui en se disant « désolé ».

## Classements et certifications

### Classements par pays
| Classement (2010)                       | Meilleure position |
| --------------------------------------- | ------------------ |
| Belgique (Wallonie Ultratop 50 Singles) | 5                  |
| Belgique (Flandre Ultratip 100)         | 12                 |
| France (SNEP)                           | 1                  |
| France (SNEP Téléchargement)            | 1                  |
| Suisse (Schweizer Hitparade)            | 15                 |
| Autriche (Ö3 Austria Top 40)            | 29                 |
| Allemagne (Media Control AG)            | 18                 |

### Certifications
| Région                                                                                                 | Certification | Ventes/Streams |
| --- | ------------- | -------------- |
| France (SNEP)                                                                                          | Or            | 150 000*       |
| *Ventes selon la certification ^Mise en rayon selon la certification xNon précisé par la certification |               |                |